# Bruckmühl (Gemeinde Rottenmann)
Die Bruckmühl ist ein Stadtteil der Bergstadt Rottenmann. Die Ortschaft liegt nördlich der Palten am Südhang des Dürrenschöberl, dem westlichsten Gipfel der Eisenerzer Alpen. Die Bruckmühl befindet sich ca. 1½ Kilometer westlich der Rottenmanner Altstadt.
Die Ortschaft wird zur Katastralgemeinde Stadt Rottenmann gezählt. Am 1. Jänner 2017 wohnten 725 Menschen dort.